# Los Llanos de Aridane
Los Llanos de Aridane és un municipi canari pertanyent a la província de Santa Cruz de Tenerife, Espanya. Està situat a l'oest de l'illa de La Palma, a la Vall de Aridane, al vessant de sotavent i de solana de l'illa, el que constitueix una ubicació molt favorable, a més que la part oest de l'illa està prou bé regada i té menors pendents que a les zones restants, i d'aquí el nom de la ciutat. Amb 21.145 habitants és el municipi més poblat de la Palma..

## Història
L'agost de 1812, es va formar el municipi de Los Llanos, amb la població del mateix nom com a capçalera, més El Paso, Argual i Tazacorte com pagaments principals.
El 13 d'abril de 1837, es presentava a la diputació provincial de Canàries una proposició demanant que el pagament de El Paso, amb el de Tacande i altres immediats, formés un municipi independent del de Los Llanos, amb el seu propi Ajuntament. Uns mesos més tard, El Paso aconseguia segregar de Los Llanos, que perdia d'aquesta forma una part considerable de la seva extensió geogràfica.
El 16 de setembre de 1925 el Govern de Primo de Rivera va concedir el decret pel qual Tazacorte obtenia la independència de Los Llanos. En el moment de la segregació Tazacorte era el nucli de major població del municipi, amb 2.316 habitants i, també, el de major desenvolupament econòmic en aquell moment.

## El municipi
Té una extensió de 35,79 km² i una població de 21.145 habitants (INE, 2010). La seva altitud és de 325 metres sobre el nivell del mar i té una longitud de Costa de 6,43 km.
Els seus barris principals són (per ordre de població): Los Llanos (3.606), Argual (2.645), Retamar (2.585), Montaña Tenisca (2.567), Los Barros (2.109), Triana (1.806), La Laguna (1.589), Todoque (1.406), Puerto Naos (970), Las Manchas (884) i Tajuya (728). El seu codi postal és 38760. Actualment és el municipi més habitat de l'illa de La Palma, superant en població a la capital Santa Cruz de La Palma.
El municipi és un dels motors econòmics de l'illa, amb una economia basada en el plàtan i el turisme. El possible fi de les ajudes europees al cultiu del plàtan el 2006, podria haver causat una gran crisi econòmica que hagués obligat al seu agricultors a diversificar l'economia, però la negociació amb la Comunitat Econòmica Europea va aconseguir arreglar la situació.
Pel que fa a l'educació, el municipi compta amb diversos Centres d'Ensenyament Primari i Secundària i dos Centres d'Educació Secundària, l'IES Eusebio Barreto Lorenzo i l'IES José María Pérez Pulido.

## Llocs d'interès

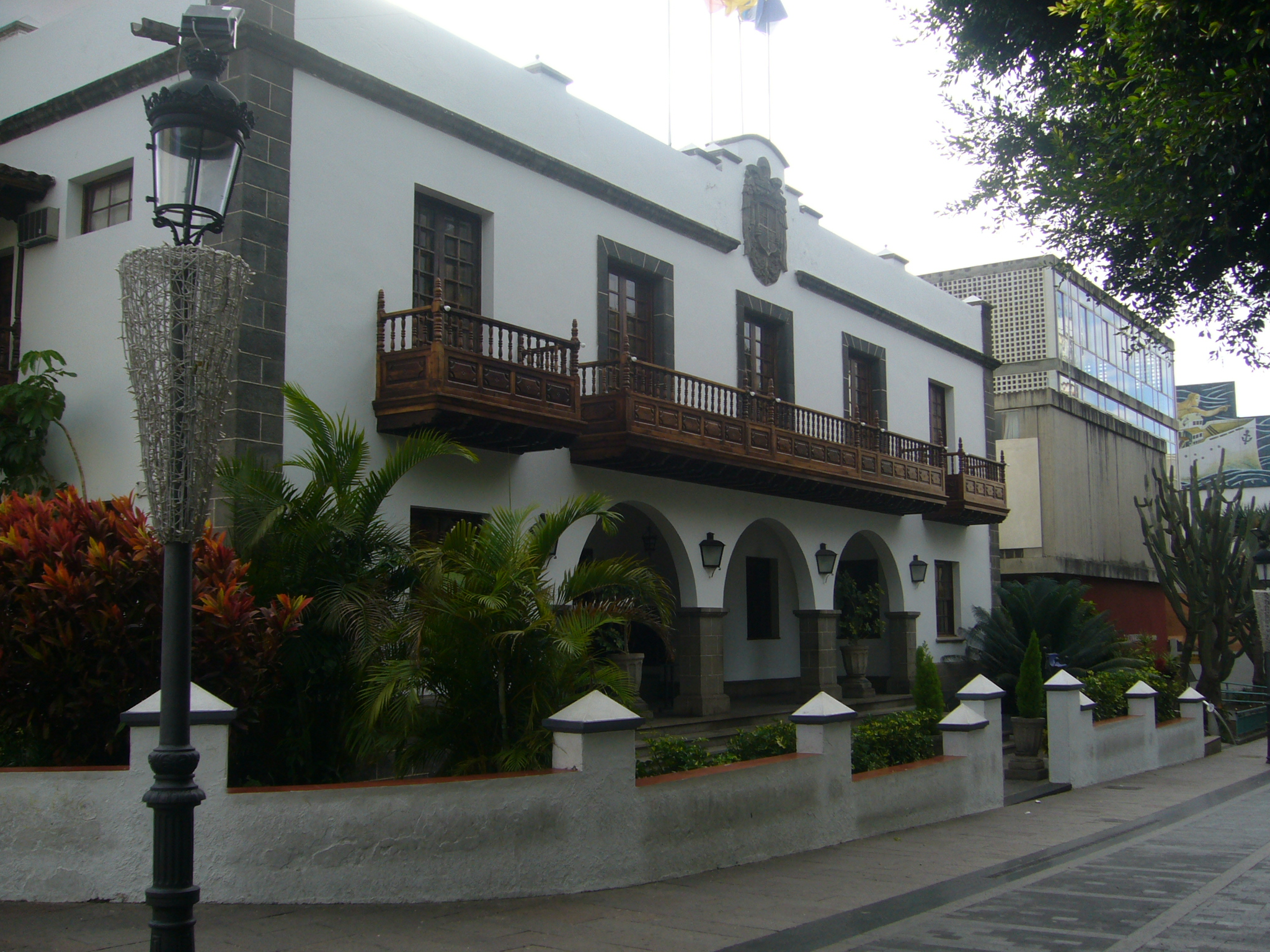
Façana de l'Ajuntament de Los Llanos de Aridane.

- Ajuntament: va estar inicialment ubicat en una casa tradicional situada al lloc que ara ocupa la moderna Casa de Cultura. L'actual edifici de les Cases Consistorials de marcat estil regionalista, segíun projecte de l'arquitecte Tomás Machado, es va començar a construir el 1945. En la seva façana sobresurten balcons oberts i tapats per volada de teules i, sobre aquest últim, una finestra mudèjar de coronella amb gelosia. La sala d'actes guarda set olis del pintor palmero Antonio González Suárez, que reprodueix esdeveniments històrics i escenes costumistes.

- Plaza de España: La Plaça d'Espanya i el seu entorn són el centre de la vida administrativa, lúdica, lloc històric d'obligada visita i centre de reunió i descans per a tots els habitants i visitants, on es troben la majoria dels edificis representatius d'aquesta ciutat. La Plaça està enclavada al centre neuràlgic del municipi, i amb la recent renovació del seu paviment (any 2000) i conversió en zona de vianants dels carrers adjacents ha impulsat el dinamisme de la mateixa en la vida de la seva gent. Als seus voltants es troben 11 impressionants llorers d'Índies (Ficus microcarpa) que juntament amb les palmeres reals van ser portats des de Cuba pels emigrants a mitjan segle xix per embellir el passeig del seu poble natal. Aquests llorers s'han convertit en un símbol de la ciutat i inspiració de poetes i viatgers, sent, sens dubte, els més longeus de l'illa.

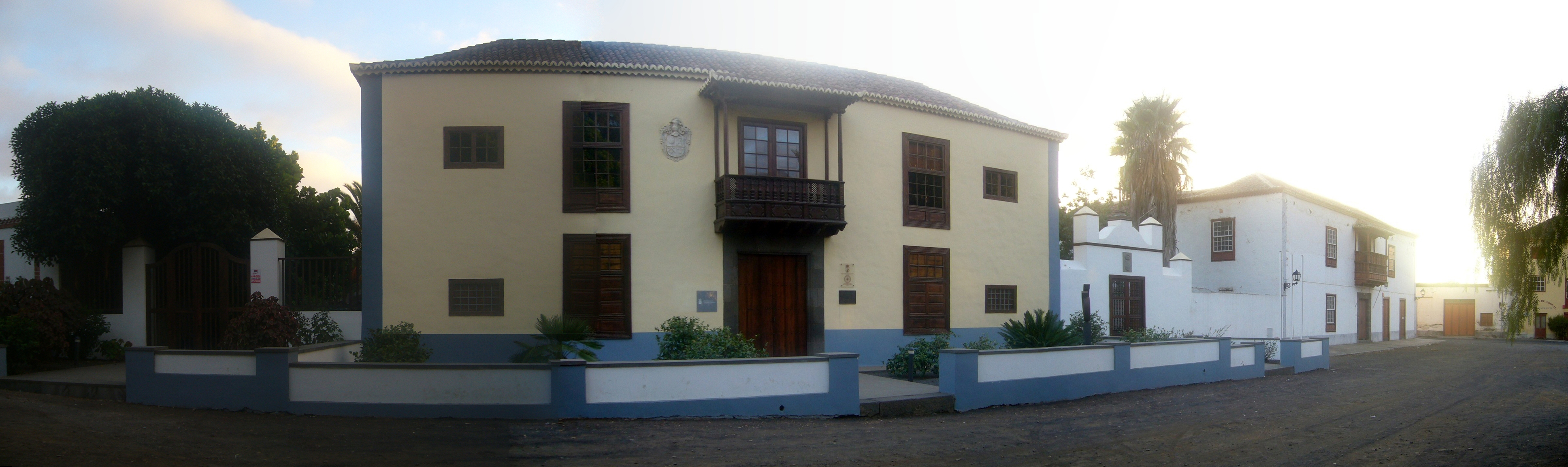
Casa Massieu, situada al Plan de Argual

- Pla de Argual: Lloc on va començar la història econòmica de la Vall de Aridane i que parla de l'esplendor d'una època, gràcies a l'aprofitament de les aigües de La Caldera de Taburiente, per regar els canyars abans, i ara, les zones plataners. Es troben a El Pla quatre velles casonas pairals dels segles XVII i XVIII, casa Vélez de Ontanilla, casa Massieu Van Dalle on podran trobar la millor portada emmerletada de Canàries (propietat del Cabildo Insular i convertida en centre d'exposicions, sala de venda i oficina d'informació turística), casa Poggio Maldonado i la casa de Sotomayor (la més antiga que es conserva).

- Plaça dels Quatre Camins: Aquesta plaça o Mirador dissenyada pel polifacètic artista palmero Luis Morera, va ser realitzada entre 1993 i 1996, i destaca pels seus bells treballs en mosaics en què s'han integrat pèrgoles amb bancs revestits de rajoles de ceràmica trossejats, un escenari fet en pedres de lava i ariets poblats de plantes pertanyents a la flora autòctona canària

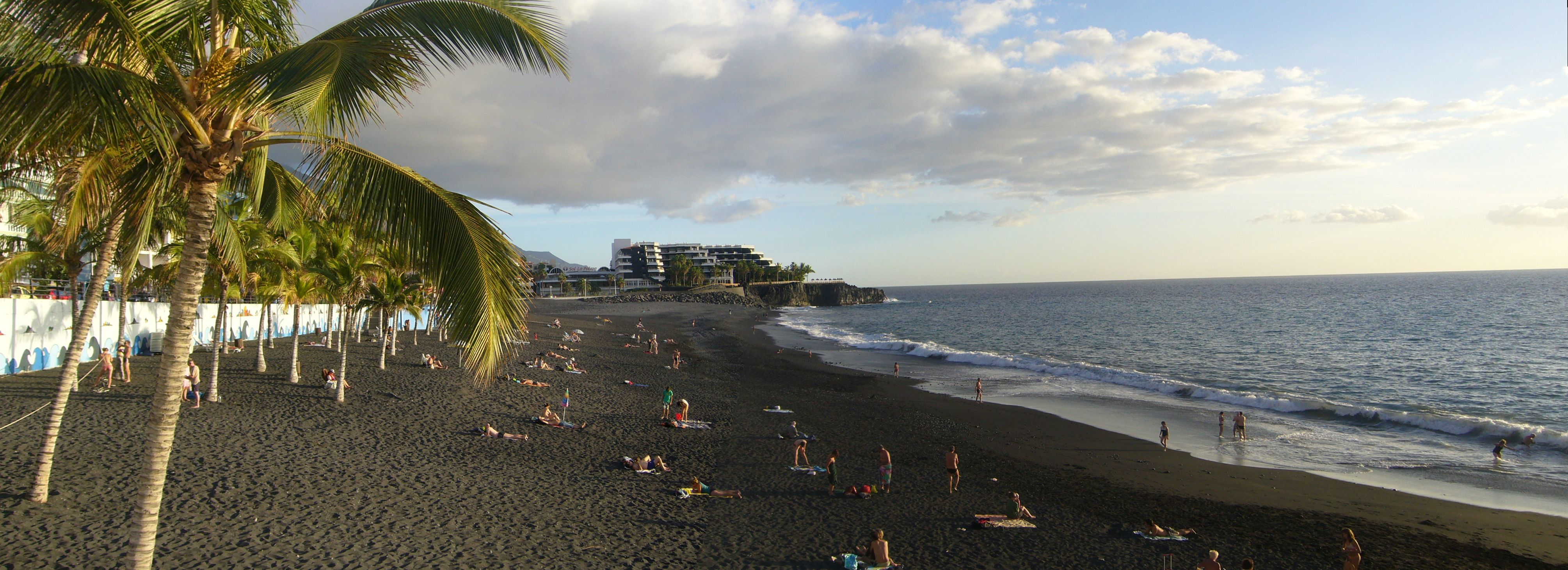
Platja de Puerto Naos

- Platja de Puerto Naos: Aquesta situada a la millor zona del ponent palmero, amb bones temperatures tot l'any, el que li ha permès obtenir el guardó de Bandera Blava gràcies als seus serveis i aigües cristal·lines. Té un bulevard que voreja tota la platja natural de sorra negra, on es pot passejar o seure en alguns dels bar-terrassa a contemplar la mar, la platja o una bella posta de sol al vespre.

- Platja de Charco Verde: Cala de sorra negra situada al sud de Puerto Naos, i on hi ha un antiga font d'aigües termals que en el seu temps van ser utilitzades amb fins medicinals. Va obtenir per primera vegada el guardó de Bandera Blava l'any 2009.

## Població

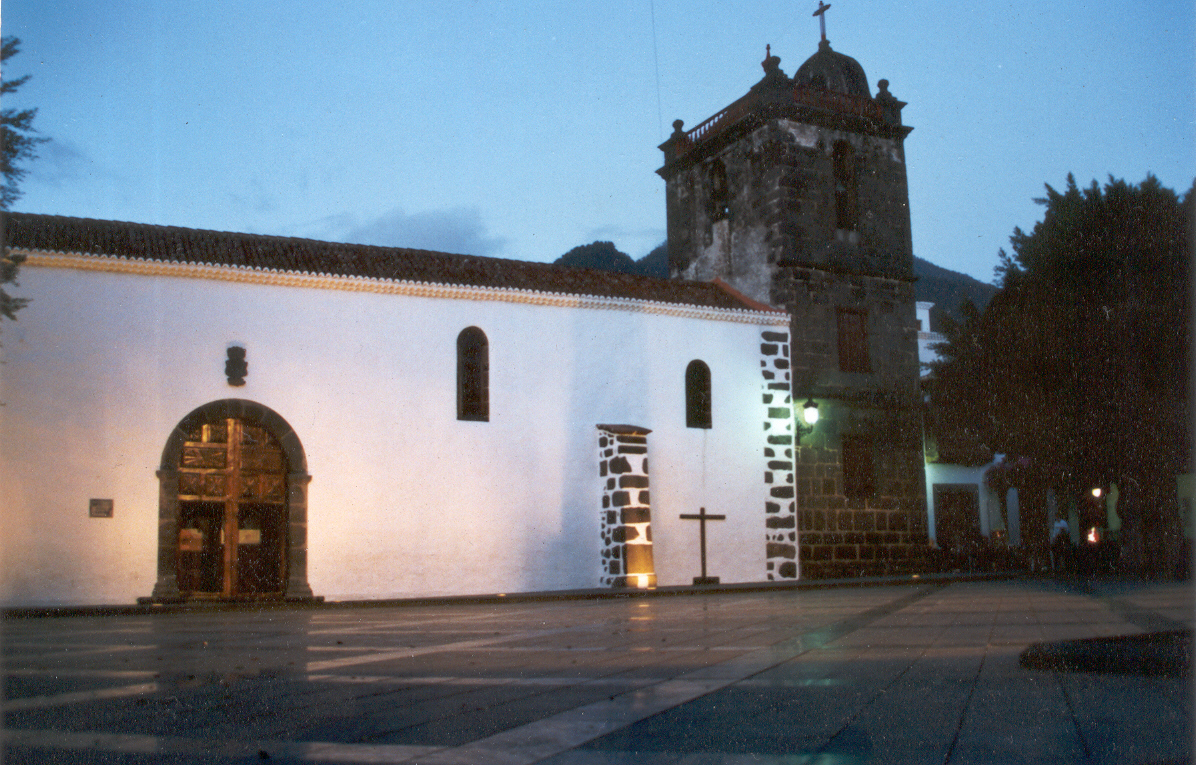
Los Llanos de Aridane. Església de Nuestra Señora de los Remedios.

| Any  | Població | Densitat   |
| ---- | -------- | ---------- |
| 1960 | 10.260   | -          |
| 1970 | 12.090   | -          |
| 1976 | 14.718   | -          |
| 1984 | 16.304   | -          |
| 1991 | 16.189   | -          |
| 1996 | 17.994   | -          |
| 2001 | 17.720   | 492.22/km² |
| 2002 | 20.238   | -          |
| 2003 | 20.001   | 558.84/km² |
| 2004 | 19.659   | 550.98/km² |
| 2005 | 19.878   | 555.41/km² |
| 2006 | 20.173   | 563.64/km² |
| 2007 | 20.170   | 563,57/km² |